# Trunch
Trunch is een civil parish in het bestuurlijke gebied North Norfolk, in het Engelse graafschap Norfolk met 909 inwoners.